# 高田村 (兵庫県)
高田村（たかたむら）は、かつて兵庫県西部（西播磨地区）に存在していた村。赤穂郡。
1955年、上郡町、赤松村、鞍居村、船坂村と合併し、新たに上郡町となったため地方自治体として消滅した。
旧村域は現在の上郡町南東部に位置しており、高田小学校区に相当する。

## 概要
現在の上郡町中野、高田台、正福寺、神明寺、宇治山、宇野山、小野豆、與井新、與井、奥、休治、釜島、佐用谷、宿、西野山に相当する。

## 沿革
- 1889年（明治22年）4月1日 町村制施行により下記の赤穂郡14村の範囲を以て赤穂郡高田村発足。
  - 高田中野村、正福寺村、神明寺村、宇治山村、宇野山村、小野豆村、與井新村、與井村、奥村、休治村、釜島村、佐用谷村、高田宿村、西野山村
- 1955年（昭和30年）3月1日 上郡町、赤松村、鞍居村、船坂村と合併し、新たに上郡町が発足したため消滅。

## 地域

### 教育
- 高田村立高田中学校（現在は上郡町山野里の上郡中学校に統合）
- 高田村立高田小学校（現在は上郡町立となっている）

## 交通

### 鉄道
- JR山陽本線が旧村域を通過しているが駅は設置されていない。

### 道路
- 高速道路
  - 旧村域に高速道路は通っていない。
- 国道
  - 国道373号
- 県道
  - 兵庫県道5号姫路上郡線
  - 兵庫県道450号野桑有年停車場線